# Ofensiva de Qabún (2017)
 La ofensiva de Qaboun (2017) fue una operación militar del Ejército Árabe Sirio en los suburbios de Damasco contra las fuerzas rebeldes durante la Guerra Civil Siria .  Su objetivo era capturar los suburbios de Qaboun y Barzeh de los rebeldes controlados por Hay'at Tahrir al-Sham (HTS).  

## Contexto
En 2014, los barrios controlados por los rebeldes de Qaboun, Barzeh y Tishreen llegaron a treguas oficiales o semioficiales con las fuerzas gubernamentales, incluida la provisión por parte del gobierno de algunos servicios (electricidad y agua) y las fuerzas rebeldes que permitían el acceso a una carretera estratégica a través de Barzeh y e Hospital Militar de Tishreen. Sin embargo, después de la victoria del gobierno en el este de Alepo a fines de 2016, sus fuerzas dirigieron su atención a los suburbios de Damasco, por ejemplo, dirigiéndose a Wadi Barada, y en particular, tratando de trasladarse al Guta oriental.  Fue en este contexto que las fuerzas gubernamentales lanzaron su ofensiva contra Qaboun y los otros suburbios del este.

## La ofensiva

### Artillería inicial de artillería y negociaciones
A partir del 18 de febrero, el ejército árabe sirio lanzó cohetes y artillería pesada contra las posiciones rebeldes en la zona.  Casi inmediatamente, comenzaron las negociaciones entre el gobierno y los representantes del área para una rendición de los rebeldes.  Un ataque por tierra aún no había comenzado.  Tras el rechazo de los rebeldes a rendirse, el bombardeo del ejército contra las posiciones rebeldes se reanudó el 24 de febrero.

### Asalto terrestre
El 26 de febrero, se inició un asalto terrestre en el que, según informes, el Ejército capturó la mayor parte del área de la granja entre Qaboun y Barzeh.  Después de esto, se inició una campaña de artillería de una semana de duración.
Después del bombardeo de artillería, el 5 de marzo, dos brigadas avanzaron desde dos flancos y barrieron toda la zona de arboledas entre las áreas de Harasta y Qaboun, llegando a las primeras áreas residenciales de Qaboun.  El mismo día, los rebeldes bombardearon los distritos gubernamentales circundantes. Al día siguiente, según el Ejército, se presentó una nueva oferta de rendición a los rebeldes, que una vez más fue rechazada y las operaciones militares continuaron.
El 10 de marzo, el Ejército atacó Qaboun desde el oeste y avanzó 700 metros. Informaron de la captura de numerosos bloques de construcción y un depósito de armas, así como llegar al centro del suburbio.  Dos días después, las tropas del gobierno capturaron una prisión del Ejército Sirio Libre (FSA) en las afueras de Qaboun, ya que también se apoderaron de la carretera entre Qaboun y Barzeh, acercándolos a cortar la conexión entre los dos distritos.
El 13 de marzo, las fuerzas gubernamentales capturaron tres mezquitas en el noreste de Qaboun y la mayor parte de un área alrededor de una cuarta mezquita en el sureste del barrio.  Cuatro días después, el Ejército asaltó una fábrica de productos lácteos en Qaboun y después de varias horas de lucha lo aseguró, así como algunos otros puntos en el suburbio.  El 18 de marzo, el ejército sirio informó que se había infiltrado en las defensas de los rebeldes en Qaboun y había tomado el cuartel general de una brigada de la FSA.

### Ataque rebelde de Jobar

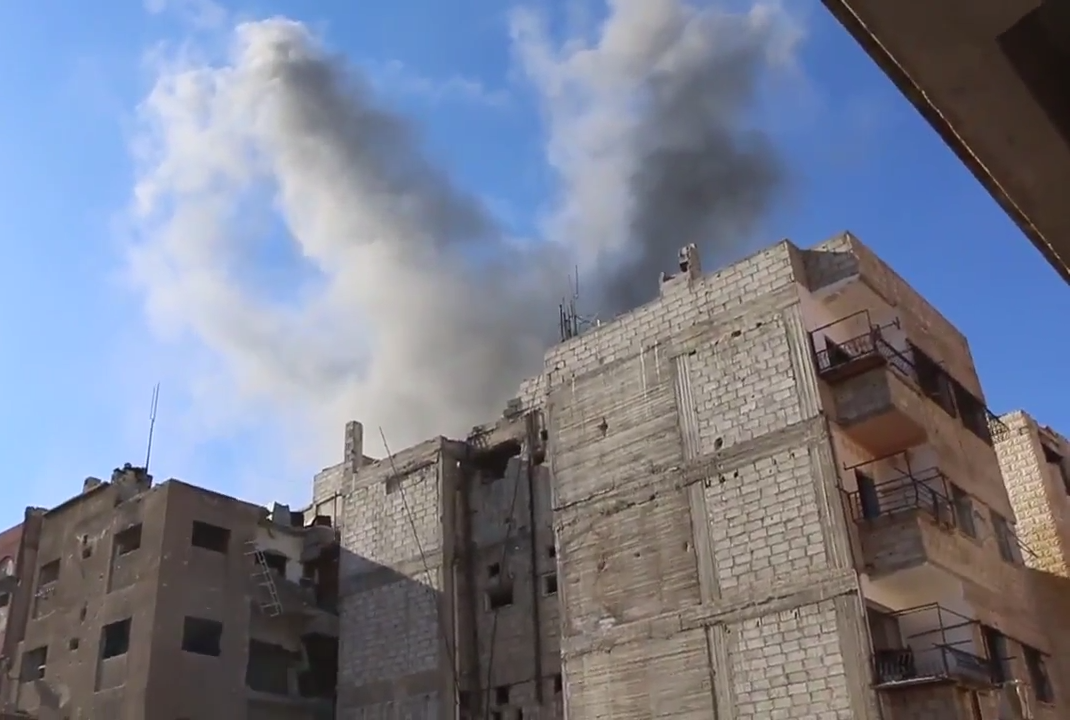
El humo sale de un edificio en Jobar después de ser golpeado por una bomba durante la contraofensiva rebelde.

El 19 de marzo, las fuerzas rebeldes de fuera del bolsillo de Qaboun y Barzeh lanzaron un ataque para aliviar la presión sobre los rebeldes sitiados al vincular el distrito de Jobar con Qaboun y Barzeh. La ofensiva rebelde incluyó a los combatientes de Failaq al Rahman, afiliados a HTS y FSA. Los rebeldes del interior de Jobar lanzaron el ataque a las posiciones del Ejército cerca del frente de Qaboun, con la lucha concentrada en el eje Karash-Jobar.  El área específica de los rebeldes fue el distrito de Abbasiyin. A lo largo del día, los combatientes rebeldes tomaron varios edificios antes de avanzar hacia el área de la Plaza Abbasid, la primera vez en dos años que la oposición había avanzado tan cerca del centro de la capital.  Los milicianos de las HTS enviaron dos coches bomba suicidas ( VBIED ), después de lo cual detonaron una bomba de túnel.  Los rebeldes también se infiltraron en las posiciones del Ejército a través de túneles en medio de la noche. El centro de Damasco fue bombardeado por los rebeldes durante el asalto. El sitio de Qaboun se rompió temporalmente después de que el ejército sirio se retiró de algunos puntos para evitar ser abrumado por los rebeldes.  Los rebeldes lograron capturar varios sitios industriales y edificios.  Sin embargo, poco después, los militares lanzaron un contraataque, que involucró 37 ataques aéreos.  Durante el contraataque, los militares recapturaron una instalación eléctrica y marcharon hacia el taller de Mercedes .  Los intensos enfrentamientos continuaron durante toda la noche en el estratégico Garaje de Abbasiya, que finalmente fue recapturado por el Ejército.  A lo largo del día, SOHR registró la muerte de 26 soldados y 21 rebeldes y yihadistas.
A principios del 20 de marzo, el ejército sirio había revertido todas, o al menos la mayoría, las ganancias de los rebeldes después de 16 horas de feroz combate.  Según los informes, los rebeldes continuaron teniendo varios puntos en una zona industrial. Según los militares, murieron 72 soldados y entre 80 y 100 combatientes rebeldes, el primero debido principalmente a los atentados suicidas.  El grupo activista a favor de la oposición, el SOHR, informó que 38 soldados y 34 rebeldes fueron asesinados.  En general, las fuerzas gubernamentales lanzaron más de 400 proyectiles y cohetes de artillería, así como más de 80 ataques aéreos durante los intensos combates.
El 21 de marzo, los rebeldes comenzaron un nuevo asalto, lanzando un ataque suicida VBIED.  El ataque suicida fue frustrado antes de que alcanzara su objetivo, pero aun así los rebeldes lograron fracturar las defensas del Ejército y nuevamente capturaron la Fábrica de Telas luego de dos horas de enfrentamientos.  Posteriormente, el Ejército sirio con el apoyo del NDF comenzó un nuevo contraataque que inicialmente fue repelido.  Sin embargo, un asalto posterior del Ejército, que involucró un bombardeo en el túnel de las posiciones rebeldes, llevó a la recaptura por parte de los militares de la Fábrica de Telas, junto con varios edificios, ya que los rebeldes se vieron obligados a retirarse hacia el este.  El ejército declaró que todas las ganancias de los rebeldes se habían revertido totalmente antes del 24 de marzo.
Durante esta fase de la lucha, se reportaron 116 muertes a favor del gobierno, con estimaciones tan altas como 189.

### Reinicio de las operaciones del ejército en Qaboun y Barzeh

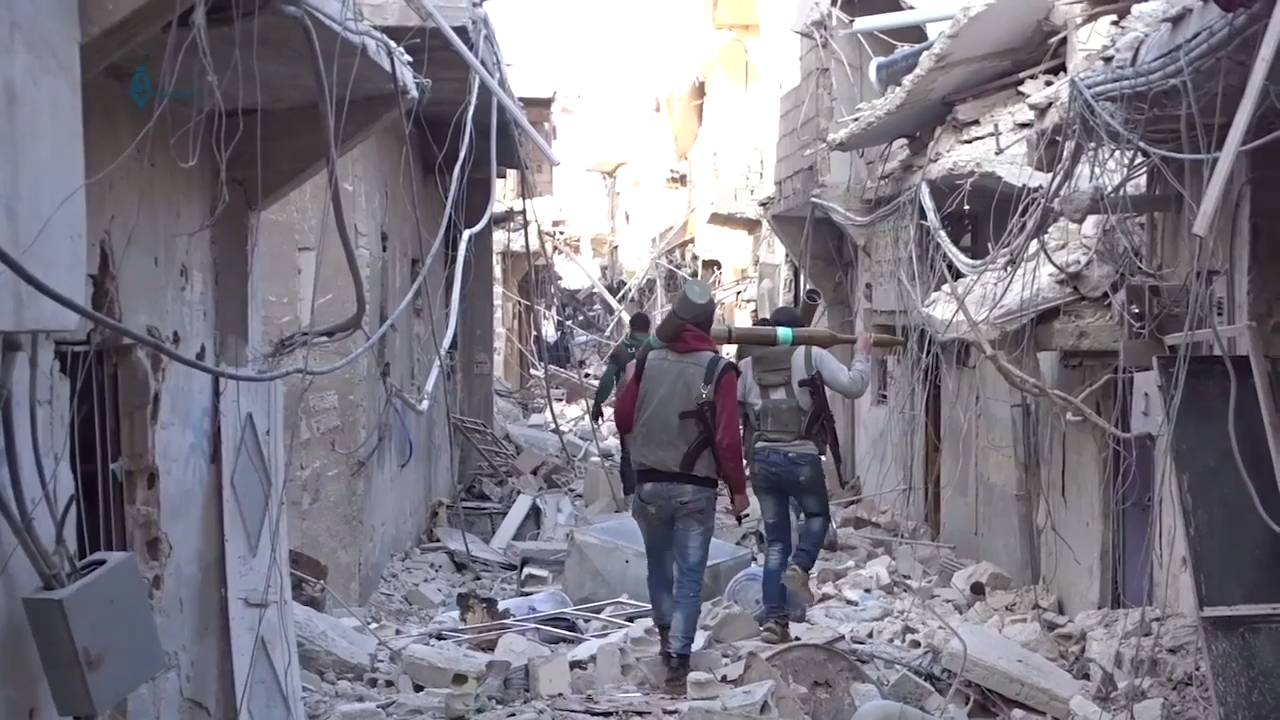
Los rebeldes caminan por una calle destruida en Qaboun.

A fines de marzo, la Brigada 105 de la Guardia Republicana se apoderó de unos 10 edificios en la parte noroccidental de Jobar.  A principios de abril, se renovaron las operaciones del Ejército en Qaboun y, al parecer, las tropas gubernamentales incautaron cinco bloques de edificios en la parte sureste del distrito en un día.  También habían descubierto tres túneles rebeldes, uno de ellos lo suficientemente ancho como para caber en vehículos.
El 3 de abril, las fuerzas gubernamentales hicieron un progreso significativo tanto en Qaboun como en Barzeh, capturando una sección sustancial de la calle Al-Tahrib Souq en Qaboun, así como la mayor parte de Barzeh.  Sin embargo, un contraataque rebelde posterior recuperó todo el terreno perdido en Barzeh.  Aun así, el Ejército logró capturar la carretera de Hafez, una arteria estratégica entre Qaboun y Barzeh, y asediando a Barzeh.  En los días siguientes, los combates continuaron en el área de Tishreen en Qaboun, así como a lo largo de la calle Al-Tahrib Souq.
Una semana después, los militares hicieron avances en las afueras de Qaboun en las granjas de al-Baalah.  Además, el 12 de abril, el Ejército se apoderó de un túnel rebelde estratégico en Qaboun que se utilizó para reabastecerse.  Otros avances tuvieron lugar el 17 de abril, cuando los militares capturaron al menos 15 bloques de construcción en Qaboun.  El 18 de abril, el ejército sirio capturó una prisión rebelde en Qaboun y liberó a 34 prisioneros en poder de los rebeldes.  Cinco días después, más avances hicieron que los militares se apoderaran de las instalaciones de Qaboun Power Company y la mezquita de Al-Hussein.

### Partida rebelde y luchas internas; Rendición de Qaboun y Barzeh

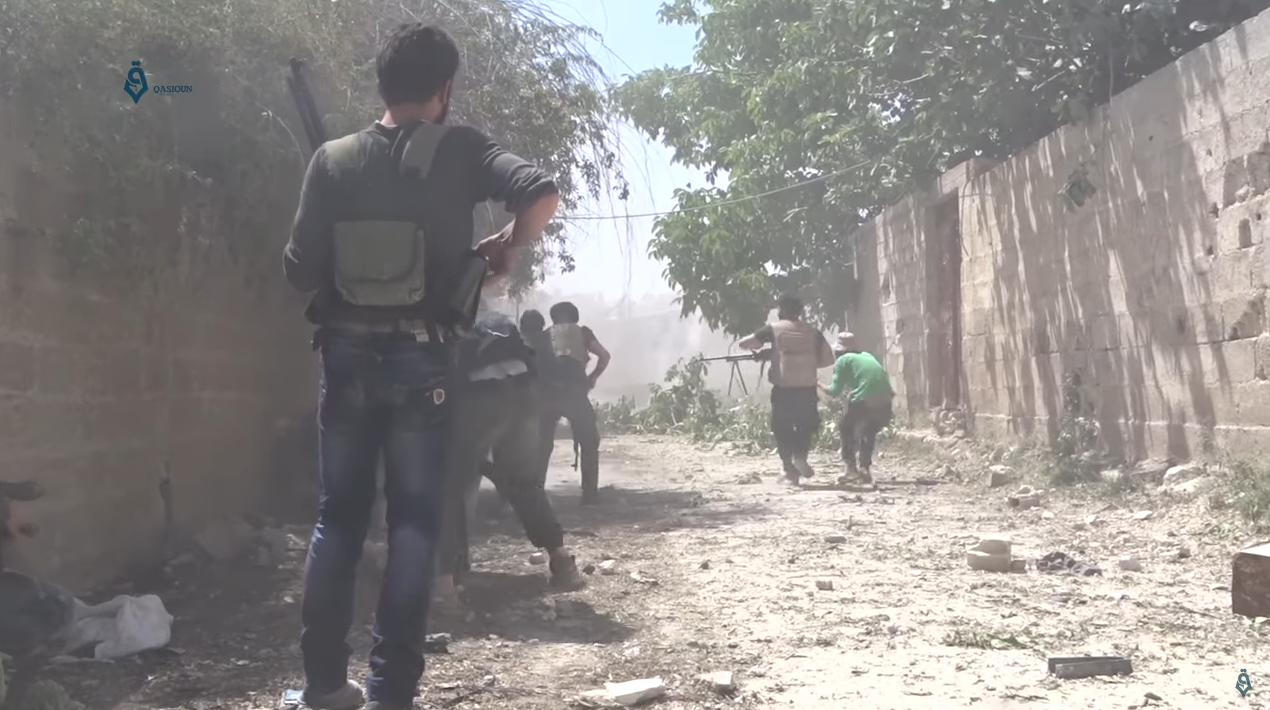
Rebeldes en combate en Qaboun

El 28 de abril, estallaron intensos combates entre facciones en la Ghouta Oriental, con los combatientes de Jaysh al-Islam atacando a las fuerzas HTS y Faylaq Al-Rahman.  Jaysh al-Islam afirmó que esto sucedió debido a que estos grupos rebeldes impidieron que sus convoyes reforzaran el suburbio de Qaboun.  Al mismo tiempo, el ejército una vez más avanzó en Qaboun.
A medida que el conflicto entre los rebeldes continuó en mayo, las fuerzas del gobierno supuestamente rompieron la última línea de defensa de los rebeldes en la sección sureste de Qaboun, capturando una gran cantidad de bloques de construcción.  El 7 de mayo, el Ejército seguía avanzando en Qaboun cuando los militares suspendieron sus operaciones después de que los rebeldes acordaron rendirse y comenzar a negociar para evacuar el distrito.  Al mismo tiempo, también se anunció un acuerdo para transportar a los rebeldes desde Barzeh.  El 8 de mayo, la evacuación de Barzeh comenzó con 1,500 rebeldes y los miembros de su familia salieron durante el día.  Se esperaba transportar más en los próximos días.

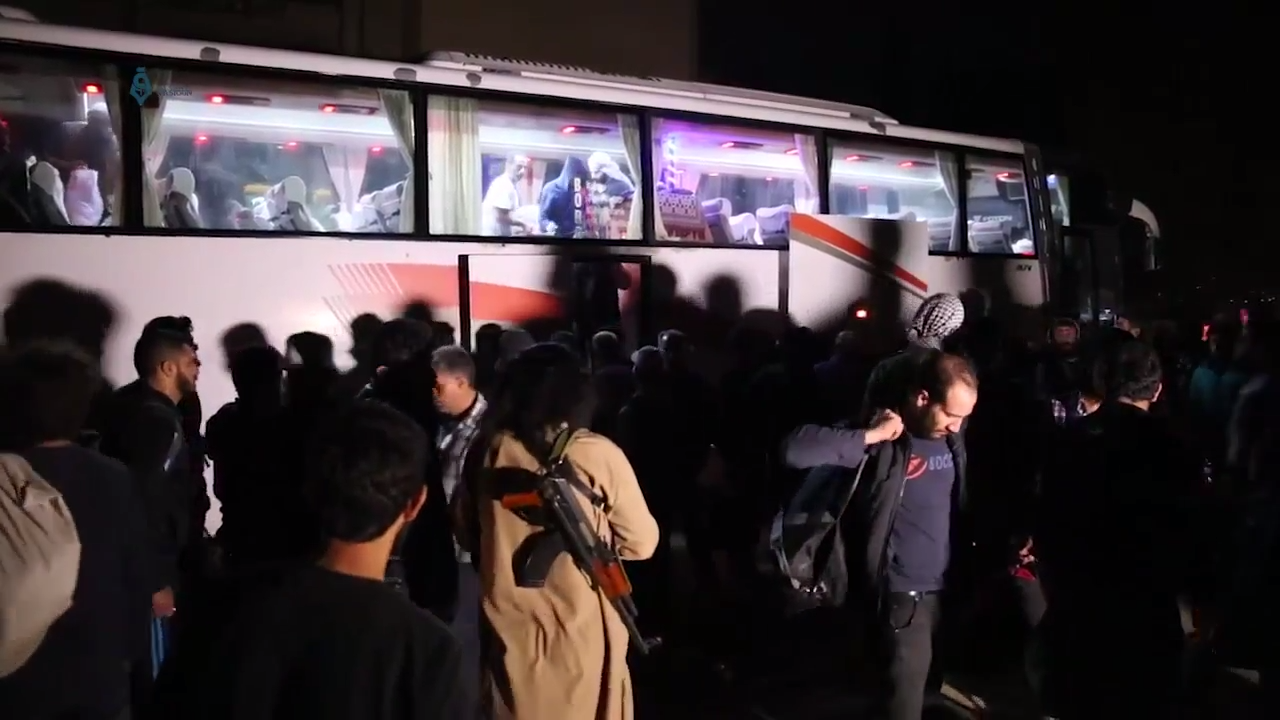
Los rebeldes de Barzeh y Tishrin llegan a Qalaat al-Madiq.

Sin embargo, el 10 de mayo, algunos combatientes del HTS se negaron a evacuar, calificándolo de "desplazamiento forzado" y en su lugar llenaron de misiles las posiciones del Ejército Sirio en Damasco.  En represalia, el Ejército lanzó un asalto a las áreas de Qaboun en poder del grupo rebelde, lo que resultó en la captura de 27 edificios cerca de la mezquita de Al-Taqwa.  Mientras tanto, las negociaciones continuaron sobre Qaboun, mientras que las evacuaciones de Barzeh se suspendieron después de que el gobierno no liberara a 300 detenidos según el acuerdo de evacuación.  Aun así, el 12 de mayo, después de que el gobierno prometiera liberar a los detenidos, estaban llevando a cabo los preparativos para que el segundo grupo de rebeldes fuera transferido de Barzeh esa mañana.  También se llegó a un nuevo acuerdo para evacuar a los rebeldes y sus familiares del vecindario de Tishreen.  Al final del día, unos 700 rebeldes y familiares fueron evacuados de Barzeh, mientras que varios autobuses también evacuaron a personas de Tishreen.
El 13 de mayo, el Ejército declaró que había capturado totalmente a Qaboun, mientras que SOHR informó que partes del distrito aún estaban en poder de los rebeldes.  Más tarde en el día, las operaciones militares fueron nuevamente detenidas cuando se anunció un acuerdo de evacuación.  Al día siguiente, entre 1.500 y 2.400 rebeldes y sus familiares fueron trasladados fuera de Qaboun.  Cuando los rebeldes se retiraron, el Ejército destruyó varios túneles grandes que habían conectado a Qaboun con otras áreas cercanas controladas por los rebeldes.  Uno de ellos tenía 10 metros de profundidad, mientras que otro era "el ancho de dos autos", según un soldado.  En general, los militares descubrieron más de 10 túneles durante la ofensiva y se espera que localicen más.  El 15 de mayo, los 1,300 rebeldes y familiares restantes abandonaron Qaboun, dejando el área bajo el control del gobierno.  Según las agencias de ayuda, la mayoría de los residentes en Qaboun (un total de 3,000 a 3,500 personas) se fueron en mayo, mientras que los que se encuentran se enfrentan a una situación humanitaria desesperada sin acceso a agua o apoyo médico.
El 29 de mayo, el último grupo de militantes y sus familiares fueron transportados desde el suburbio de Barzeh, en el este de Damasco, hasta la gobernación de Idlib, según el acuerdo establecido entre el gobierno y los rebeldes.